# ویلیام کارلوچی
ویلیام کارلوچی (انگلیسی: William Carlucci؛ زادهٔ june ۳, ۱۹۶۷ (۵۷ سال)) ورزشکار روئینگ اهل ایالات متحده آمریکا است.
وی در مسابقات کشوری و بین‌المللی در مجموع برندهٔ ۱ مدال طلا، ۲ مدال نقره، ۱ مدال برنز شده‌است.